# ČT1
ČT1 (hovorově Jednička) je televizní stanice České televize. Vznikla 1. ledna 1993 a představuje mainstreamový kanál s programovým schématem zaměřeným na rodinu. Stanice vysílá české i zahraniční filmy a seriály, zpravodajství či zábavné a soutěžní pořady.

## Historie
Předchůdcem ČT1 je II. program, televizní stanice Československé televize, jehož vysílání bylo zahájeno v roce 1970. Po sametové revoluci byl tento kanál v roce 1990 rozdělen na dvě národní stanice: českou ČTV a slovenskou S1. Provozovatelem ČTV se od 1. ledna 1992 stala nově vzniklá Česká televize. Po rozpadu Československa na konci roku 1992 se z ČTV stala k 1. lednu 1993 stanice ČT1, hlavní kanál veřejnoprávní České televize.
Od září 1997 vysílá stanice 24 hodin denně.

## Programová skladba

### Zpravodajství
- Studio 6 – Tříhodinové zpravodajské studio, každý všední den v 6.00 – moderátoři s hosty diskutují o tom, co dnešek přinese nového v oblasti politiky, ekonomiky, kultury a sportu vč. počasí a dopravy (zároveň na ČT24)
- Zprávy ve 12 – Zpravodajská relace včetně sportovních zpráv a počasí každý všední den ve 12.00 (zároveň i na ČT24)
- Zprávy – Zpravodajská relace vysílaná o víkendu ve 13.00 včetně počasí (zároveň i na ČT24)
- Události v regionech – souhrn informací z krajů ČR (ČT1 – Praha, ČT1 JM – TS Brno, ČT1 SM – TS Ostrava, ČT1 SVC – TS Hradec Králové / TS Ústí nad Labem, ČT1 JZC – TS České Budějovice / TS Plzeň), vysílány také Události v regionech plus (pouze ČT1 JM, ČT1 SM)
- Události – hlavní relace včetně Počasí, každý den v 18.55 (také na ČT24)
- Branky, body, vteřiny – sportovní relace, každý den v 19.55

### Publicistika
- Černé ovce – investigativní publicistický pořad
- Reportéři ČT – reportáže z ČR i ze světa
- Máte slovo – diskuzní pořad s moderátorkou Michaelou Jílkovou, do nějž se mohou zapojit i diváci pomocí SMS
- Otázky Václava Moravce – politický diskuzní pořad, moderuje Václav Moravec
- Na stopě – po kom policie pátrá
- 168 hodin – nedělník, shrnutí informací z uplynulého týdne

### Magazíny
- Gejzír – moderní magazín s pěticí pozitivních reportáží
- Z metropole – reportáže, informace a tipy z hlavního města Prahy
- Týden v regionech (pouze ČT1 JM – TS Brno, ČT1 SM – TS Ostrava)
- Polopatě – hobby magazín věnovaný domům, bytům a zahradám
- Hobby naší doby – magazín pro ty co rádi pěstují, tvoří a zahradničí
- DoktorKA – nejrůznější zajímavosti o lidském těle v podání lékařky Kateřiny Cajthamlové
- Kočka není pes – cyklus věnující se převýchově neposlušným psům a kočkám
- Kluci v akci – magazín o vaření a kuchyni
- Zajímavosti z regionů
- Kalendárium – magazín o historii, moderuje Saskia Burešová
- Toulavá kamera – tipy na cesty a výlety po České republice
- Objektiv – magazín o různých zajímavostech ze světa
- Kouzelné bylinky – pořad o pěstování a zajímavostech ze světa bylinek

### Zábavný program
- AZ-kvíz – divácky populární televizní kvíz
- Kde domov můj? – soutěžní pořad o České republice, moderuje Aleš Háma
- Sama doma – odpolední studio věnující se ženským tématům
- Pošta pro tebe – pořad odhalující osudy lidí, moderuje E. Janečková
- Všechnopárty – talkshow Karla Šípa
- Zázraky přírody – soutěžní a zábavný pořad o přírodě, moderuje Maroš Kramár a Vladimír Kořen
- Tajemství těla
- To se ví! – pořad o fake news a dezinformacích

### Filmy a seriály
ČT1 pravidelně vysílá oceňované české a zahraniční filmy. Z vlastních seriálů vysílá např. Labyrint, Svět pod hlavou, První republika, Rapl, Případy 1. oddělení, Doktor Martin, Četníci z Luhačovic a další, ze zahraničních např. Hercule Poirot, Místo činu, Mladý Montalbano, Soudkyně Amy nebo Taggart. 

### Další pořady
Na ČT1 je vysíláno Losování Sportky, z dalších pořadů například reprízy pořadů vlastních i pořadů Československé televize.

## Způsob vysílání

### Pozemní vysílání (DVB-T2)
ČT1 je dostupná prostřednictvím veřejnoprávního multiplexu 21 v pozemním digitálním vysílání ve standardu DVB-T2. Analogové vysílání ČT1 bylo ukončeno dne 30. listopadu 2011. Ukončování vysílání multiplexu 1 (standard DVB-T) započalo v listopadu 2019 a bylo završeno 30. září 2020.

### Ostatní (DVB-S, DVB-C, IPTV)
Na ČT1 se vztahuje tzv. „must carry“ povinnost pro všechny satelitní, kabelové a IPTV operátory (musí ji obsahovat základní nabídka programů).

### HD vysílání
Jednička má vlastní kanál ČT1 HD, který vysílá ve vysokém rozlišení obrazu 1080i/1080p. Tento kanál je možné přijímat v DVB-T2 multiplexu 21, dále také přes DVB-S, DVB-C a IPTV. V DVB-T bylo možné do září 2018 přijímat kanál v Regionální síti 7. ČT1 HD vysílá od 1. března 2012, kdy nahradil kanál ČT HD. Změna se kromě názvu týkala hlavně obsahu vysílání, do tohoto data docházelo na ČT HD ke střídání jednotlivých programů. 
Do února 2013 bylo vysílání ČT1 HD možné zachytit také prostřednictvím Multiplexu 4 společnosti Digital Broadcasting s.r.o. Jednalo se však pouze o zkušební vysílání a bylo ukončeno.

## Loga stanice

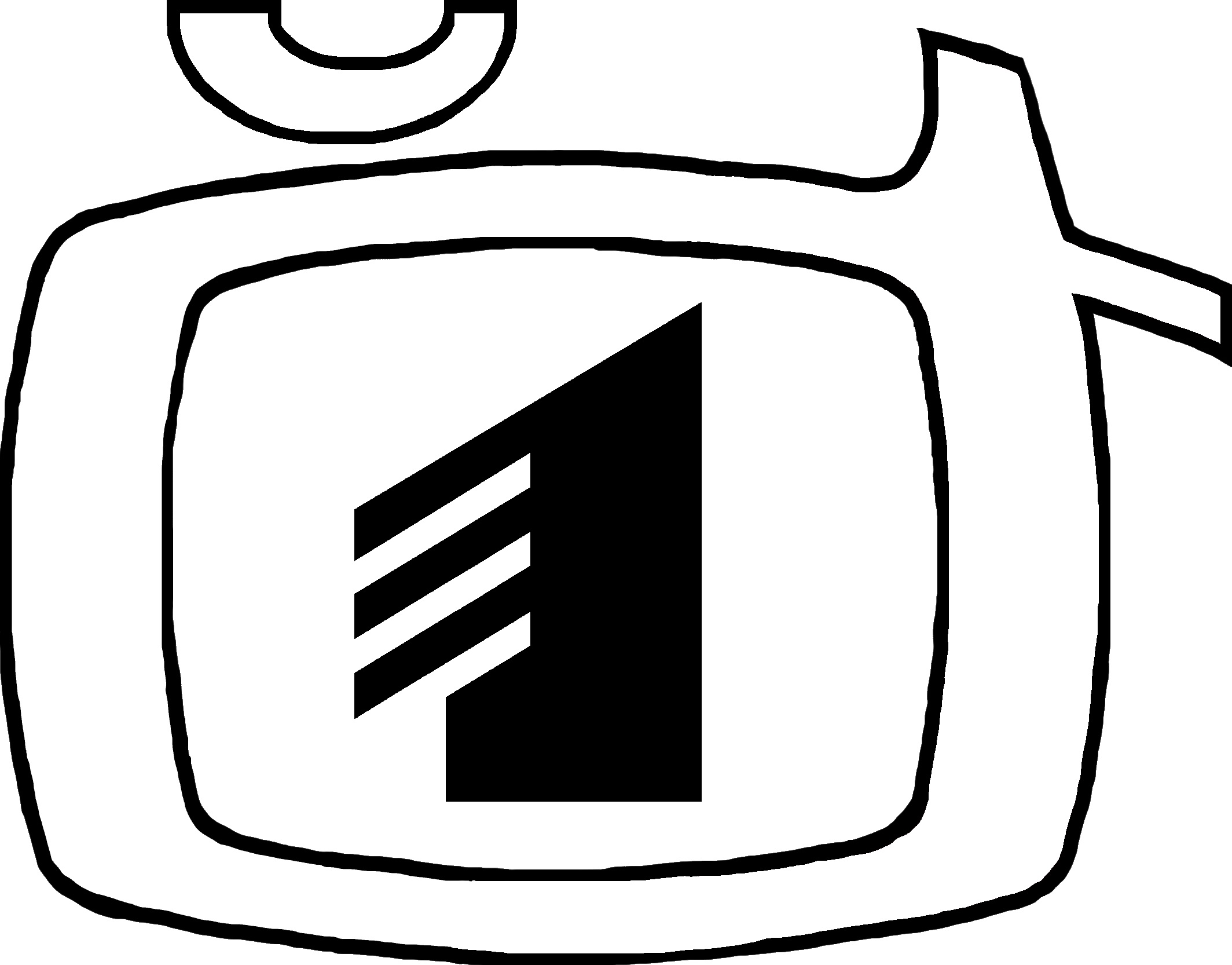
První logo stanice, používané od 1. ledna 1993 do 2. září 1994
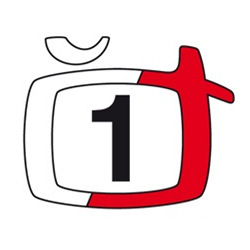
Logo ČT1 od 3. září 1994 do 31. srpna 2007
Logo stanice od 1. září 2007 do 1. října 2012
Logo ČT1 od 1. října 2012
Logo HD verze ČT1 od 1. října 2012